# Zalissolepis
Zalissolepis là một chi bướm đêm thuộc họ Geometridae.